# Litava (Fluss)
Die Litava, früher Cézava (deutsch Leitha, auch Littawa) ist ein linker Nebenfluss der Svratka.

## Verlauf
Die Litava entspringt im Marsgebirge am Südhang der Pláňava (569 m). 300 Meter nordöstlich befindet sich die Quelle der Kyjovka. Der Bach durchfließt im Naturpark Chřiby den Grund Studený žleb in südwestlicher Richtung bis Zástřizly. Auf ihren weiteren Lauf in westliche Richtung bildet das Tal der Litava die natürliche Grenze zwischen dem Marsgebirge und Steinitzer Wald zum Litentschitzer Hügelland. Über Kožušice, Malínky, Brankovice, Nové Zámky, Nesovice, Letošov, Nevojice, Vícemilice, Bučovice, Marefy, Křižanovice, Hodějice, Slavkov u Brna, Vážany nad Litavou, Hrušky, Zbýšov, Šaratice, Hostěrádky-Rešov, Újezd u Brna, Žatčany, Měnín, Albrechtov und Blučina erreicht der Fluss Židlochovice, wo er in die Svratka einmündet.
Am Oberlauf befinden sich bei Zástřizly Dämme der unvollendeten Autobahn Brno - Zlín. Zwischen Slavkov und Kožušice verläuft die E 50 entlang des Flusses. Entlang der Litava verlaufen zwischen Židlochovice und Brankovice die Bahnstrecken 
Brno - Přerov bzw. Brno - Veselí nad Moravou.

## Zuflüsse
- Chvalnovský potok (r), unterhalb Chvalnov
- Střílecký potok (l), unterhalb Chvalnov
- Litavka (r), unterhalb Lísky
- Strabišovský potok (r), oberhalb Kožušice
- Zámecký potok (l), Kožušice
- Pohraniční potok (r), oberhalb Brankovice
- Litenčický potok (r), Brankovice
- Dobročkovický potok (r), unterhalb Brankovice
- Pavlovický potok (r), Nesovice
- Kloboučka (l), Bučovice
- Žlebový potok (r), Marefy
- Mouřínovský potok (l), Marefy
- Křižanovický potok, (l), Křižanovice
- Heršpický potok (l), Hodějice
- Němčanský potok (r), unterhalb Hodějice
- Nížkovický potok, (l), Slavkov
- Kobeřický potok (l), oberhalb Vážany
- Vážanský potok (l), Vážany
- Rakovec (r), Hrušky
- Milešovický potok (l), Šaratice
- Otnický potok (l), bei Rešov
- Hranečnický potok (l), unterhalb Žatčany
- Říčka (r), Měnín
- Šitbořický potok (l), Albrechtov
- Dunavka (r), Blučina